# Aktiengesellschaft (Finnland)
Die osakeyhtiö (finnisch, kurz: Oy) oder aktiebolag (schwedisch, kurz: Ab) ist die Aktiengesellschaft nach finnischem Recht. Es handelt sich in Finnland um die einzige wirtschaftlich relevante Form der Kapitalgesellschaft.
Eine eigene, kleinere Rechtsform wie die deutsche Gesellschaft mit beschränkter Haftung gibt es nicht. In der Form der Aktiengesellschaft agieren in Finnland große börsennotierte Unternehmen ebenso wie mittelständische Kleinbetriebe.

## Geschichte
Die erste Aktiengesellschaft auf dem Gebiet des heutigen Finnlands mit dem Namen Hertonäs Fajansfabrik Bolag (schwedisch, wörtlich „Hertonäs Fayencefabrik Gesellschaft“) wurde im Jahre 1762 gegründet. Zu diesem Zeitpunkt war Finnland Bestandteil des schwedischen Reiches. Eine gesetzliche Grundlage für Aktiengesellschaften gab es noch nicht. Daher fehlte es den ersten Aktiengesellschaften noch an einem für moderne Aktiengesellschaften charakteristischen Element, der Begrenzung der Haftung der Aktionäre auf das Aktienkapital.
Eine gesetzliche Grundlage für Aktiengesellschaften mit Haftungsbegrenzung wurde in Finnland erst 1864 geschaffen, als im inzwischen als Großfürstentum zu Russland gehörenden Finnland die kaiserliche Verordnung über die anonymen Aktiengenossenschaften (keisarillinen asetus nimettömistä eli osakeyhdyskunnista) in Kraft trat. Nach diesem Gesetz bedurften Aktiengesellschaften der staatlichen Konzession.  Die innere Verfassung konnten die Aktionäre dagegen sehr frei bestimmen.
Vom Konzessionsprinzip wurde 1895 mit dem ersten finnischen Aktiengesetz (osakeyhtiölaki, aktiebolagslag) Abstand genommen. Dagegen wurde die Satzung der Gesellschaft staatlicher Kontrolle unterstellt, wobei die Gestaltungsfreiheit weiterhin erheblich blieb.
Das Aktiengesetz von 1895 wurde im Jahr 1978 durch ein neues, in nordischer Zusammenarbeit entstandenes Aktiengesetz abgelöst.  Dieses wiederum wurde 1997 infolge des Beitritts Finnlands zur Europäischen Union in weiten Teilen erneuert. Im September 2006 trat schließlich ein komplett erneuertes Aktiengesetz in Kraft, dessen Ziel eine Erweiterung der Gestaltungsmöglichkeiten in Aktiengesellschaften, insbesondere durch individuelle Satzungsregelungen, war.

## Formen der finnischen Aktiengesellschaft
Das finnische Recht unterscheidet zwischen „privaten“ und „öffentlichen“ Aktiengesellschaften, je nachdem, ob die Aktien der Gesellschaft öffentlich handelbar sind oder nicht. Die öffentlichen Aktiengesellschaften sind u. a. strengeren Berichterstattungsregeln unterworfen als die privaten. Die privaten Aktiengesellschaften werden durch das Kürzel Oy bzw. schwedisch Ab und die öffentlichen Aktiengesellschaften (julkinen osakeyhtiö bzw. publikt aktiebolag) durch das Kürzel Oyj bzw. Abp gekennzeichnet.
Die private Aktiengesellschaft ist die am weitesten verbreitete Form der Kapitalgesellschaft in Finnland und hat als Gesellschaftsform für die Wirtschaft die entsprechende Funktion wie die GmbH in Deutschland. Das Mindestkapital beträgt bei der privaten Aktiengesellschaft € 2500 und bei der öffentlichen Aktiengesellschaft € 80.000.
Gründer können eine oder mehrere natürliche oder juristische Personen sein. Die Haftung der Gesellschafter ist nach Eintragung der Gesellschaft auf das Kapital der Gesellschaft beschränkt.
In der Sonderform der Wohnungseigentümergesellschaft (asunto-osakeyhtiö, bostadsaktiebolag oder informell taloyhtiö, husbolag, wörtlich „Wohnungsaktiengesellschaft“ bzw. „Hausgemeinschaft“) wird die Aktiengesellschaft auch zum Halten und Verwalten von Mehrparteienwohnhäusern verwendet. In dieser Eigentumsform, welche sachlich dem deutschen Wohnungseigentum entspricht, berechtigen die verschiedenen Aktien der Gesellschaft jeweils zur Benutzung bestimmter Wohnungen.

## Organe

### Vorstand
Das zentrale Geschäftsführungsorgan der Gesellschaft ist der Vorstand (hallitus, styrelse). In den Vorstand sind von einem bis zu fünf Mitglieder zu wählen, wenn die Satzung nicht eine andere Zahl bestimmt. Sind weniger als drei Mitglieder gewählt, muss zudem ein Ersatzmitglied bestimmt werden. Wenigstens ein Vorstandsmitglied muss seinen Wohnsitz im  Bereich des Europäischen Wirtschaftsraums haben.

### Geschäftsführer
Optional kann die Gesellschaft auch einen Geschäftsführer haben, welcher vom Vorstand bestellt wird. Wenn ein Geschäftsführer bestellt ist, ist er für die Besorgung der laufenden Angelegenheiten zuständig, und seine Vertretungsmacht ist auf die laufenden Geschäfte beschränkt, soweit nicht durch die Satzung etwas anderes bestimmt ist.

### Gesellschafterversammlung
Das oberste Organ der Aktiengesellschaft ist die Gesellschafterversammlung. Die Gesellschafterversammlung ist innerhalb von sechs Monaten nach dem Schluss des Wirtschaftsjahres abzuhalten. Die Versammlung entscheidet über den Jahresabschluss, die Gewährung von Entlastungen für Mitglieder der Geschäftsführung und des Vorstandes sowie die Behandlung des erwirtschafteten Gewinns oder Verlustes, z. B. Ausschüttung von Dividenden. Satzungsänderungen werden von der Gesellschafterversammlung in der Regel mit Zweidrittelmehrheit vorgenommen.

### Sonstige Organe
- Die Gesellschaftssatzung kann bestimmen, dass ein Aufsichtsrat (hallintoneuvosto, styrelseråd) zu wählen ist, welchem bestimmte zum Verantwortungsbereich des Vorstandes zählende Aufgaben, nicht aber die Vertretung der Gesellschaft, übertragen werden.
- Falls keiner der Vorstandsmitglieder und auch nicht der Geschäftsführer seinen Wohnsitz in Finnland hat, ist ein Vertreter mit Wohnsitz in Finnland zu bestellen.
- Aktiengesellschaften müssen einen Buchprüfer bestellen. Dieser darf nicht dem Vorstand oder der Geschäftsführung der Gesellschaft angehören oder Mitarbeiter der Gesellschaft sein. Die Satzung kann auch mehrere Buchprüfer vorsehen.